# Queso de Burgos

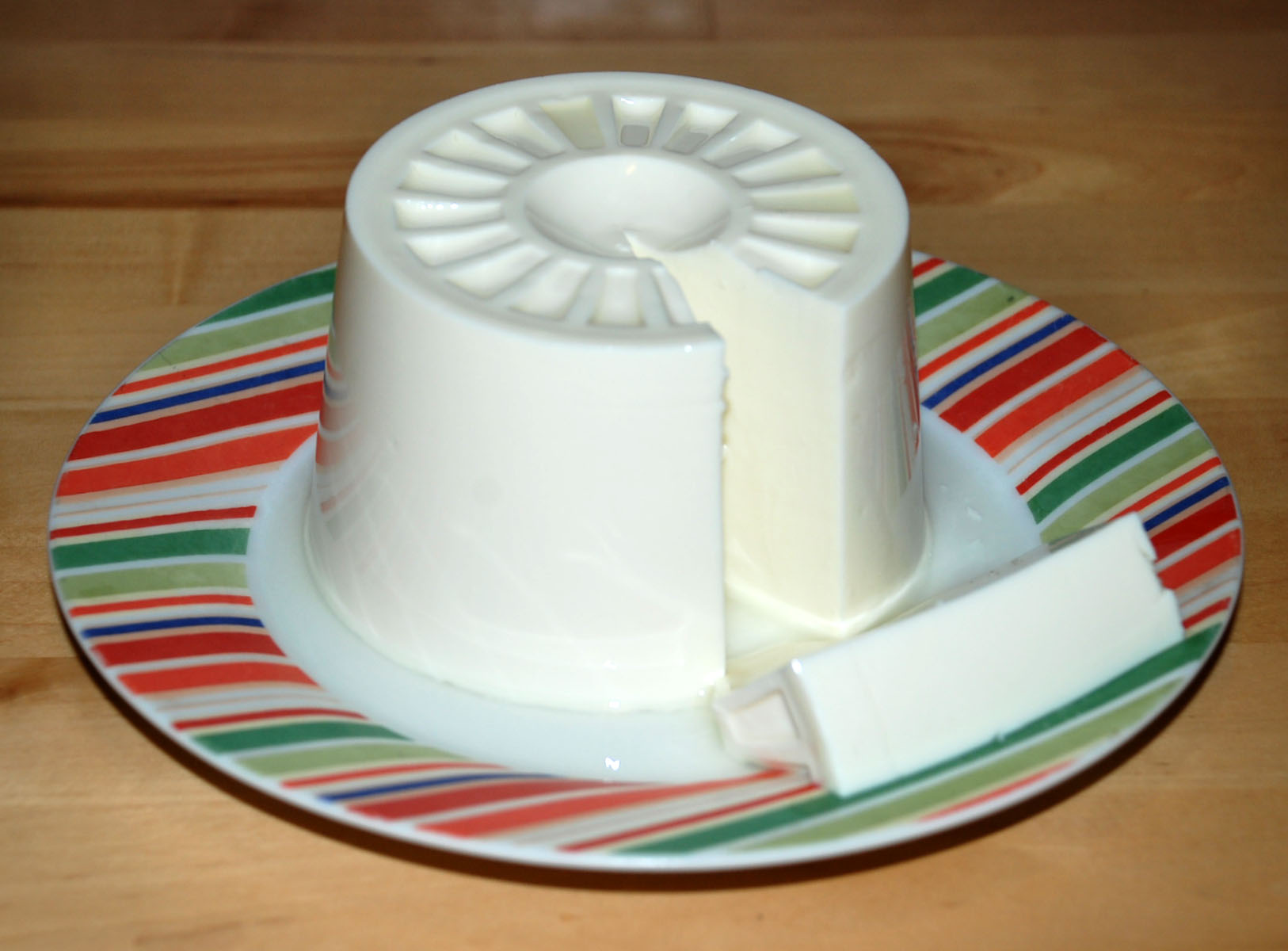
Queso de Burgos.

El queso de Burgos es un queso típico de la provincia de Burgos (España) y uno de los más representativos de Castilla y León. Actualmente está en los juzgados si la consideración debe adscribirse como Indicación Geográfica Protegida o no.
Este queso toma su nombre de la ciudad de Burgos, en Castilla y León, donde había un mercado semanal. Allí se reunían en invierno y primavera los campesinos de los alrededores para vender sus quesos de leche de oveja. El queso de Burgos, no debe confundirse con el requesón (que se elabora a partir del suero que se desprende al cuajar la leche para hacer el queso), está listo para su consumo a las pocas horas de elaborado.
Es un queso blanco, blando y acuoso, originariamente elaborado con leche de oveja, si bien actualmente es casi imposible encontrarlo únicamente de leche de oveja y tiende a usarse leche de vaca (por resultar mucho más barata) o mezcla de ambas (con un mínimo porcentaje de oveja), lo que permite poder fabricar quesos de manera industrial mucho más baratos, pero con unas características organolépticas que poco tienen que ver con el original y auténtico queso de Burgos, que resultaba ser mucho más suave, blando y menos áspero al paladar que el actual.
Para comprender el tipo de queso que se produce en cada lugar hay que tener en cuenta, entre otros, los factores climáticos. En el sur de España se producen quesos de pasta dura porque era la manera de transformar la leche en otro producto más duradero (la leche no duraba más de un día porque afloraban microbios). Sin embargo, en Burgos, al ser una ciudad con una temperatura baja, debido a su altitud, era posible mantener este queso sin que fuera necesaria su curación. Su caducidad no se prolongaba a más de 10 días, pero debido a la mejora de los procesos productivos con los que se elabora, nuevos procedimientos de ultrafiltración anterior a su coagulación, cada vez más asépticos, se ha prolongado a alrededor de 30 días.
Su producción alcanza las 35.000 toneladas anuales.

## Usos
Se suele tomar acompañado de miel, membrillo o nueces (postre conocido como «del abuelo»), o bien en ensalada. Su consumo ha aumentado en los últimos años, ya que se trata de un producto muy saludable y natural, con alto valor en proteínas.

## Formatos
Se puede encontrar en diversos formatos:
- Tarrina 500 g
- Tarrina 250 g
- Queso de 2 kg
- Packs con porciones individuales